# Masaru Furukawa
Masaru Furukawa (Hashimoto, 6 de janeiro de 1936) é um ex-nadador japonês, especialista no nado peito e campeão olímpico em 1956.
Foi recordista mundial dos 200 metros peito entre 1954 e 1958.
Em 1981 entrou no International Swimming Hall of Fame.